# Expedito Netto

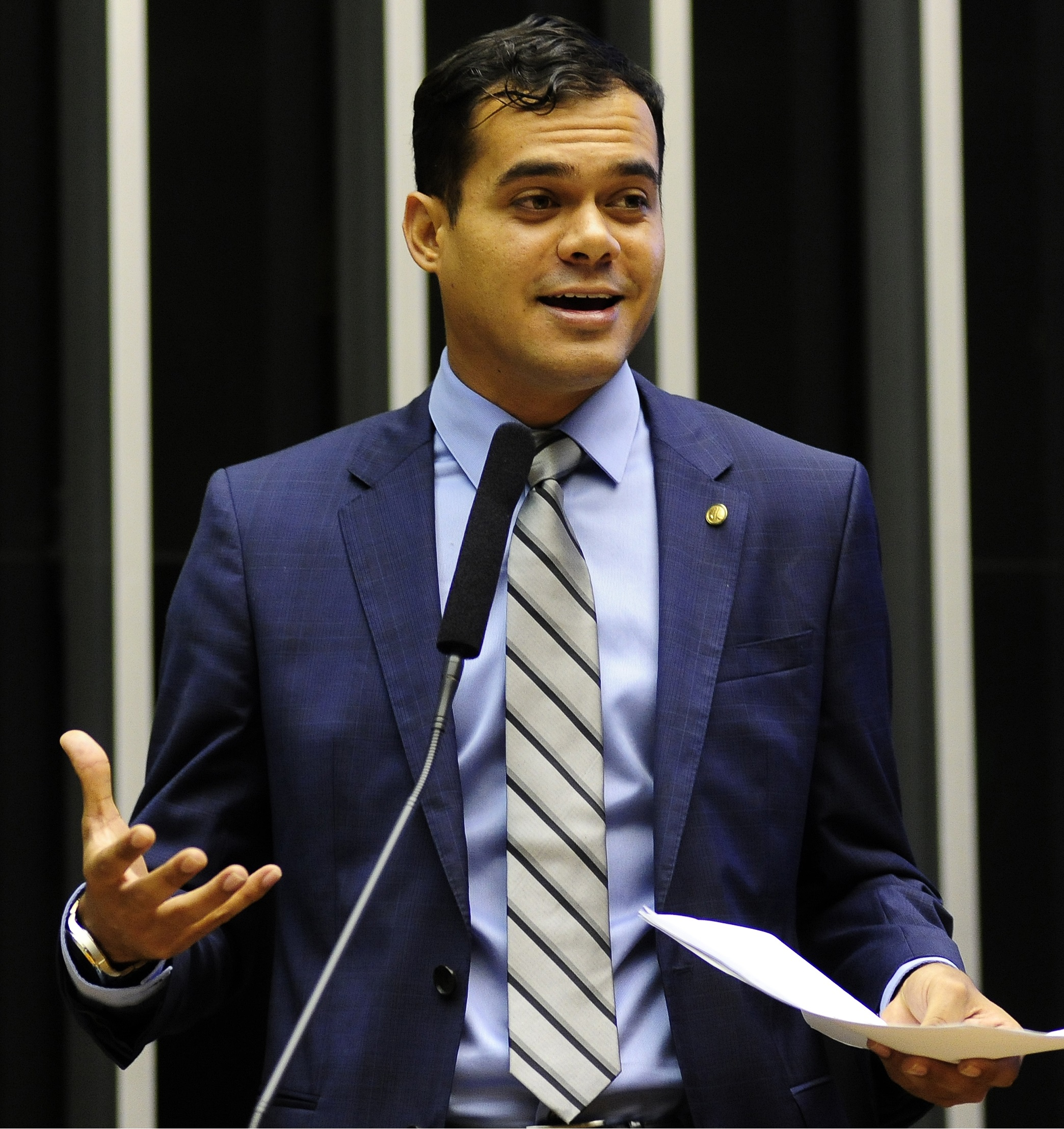
Expedito Netto em fevereiro de 2015.

Expedito Gonçalves Ferreira Netto (Porto Velho, 5 de outubro de 1988) é um bacharel em direito e político brasileiro, do estado de Rondônia. É filho do ex-senador Expedito Júnior. 
Foi eleito deputado federal em 2014, para a 55.ª legislatura (2015-2019), pelo PSD. Como deputado federal, votou a favor do Processo de impeachment de Dilma Rousseff. Já durante o Governo Michel Temer, votou contra a PEC do Teto dos Gastos Públicos. Em abril de 2017 foi contrário à Reforma Trabalhista. Em agosto de 2017 votou a favor do processo em que se pedia abertura de investigação do presidente Michel Temer.
Expedito Netto apresentou voto contrário a legalização do Uber no Brasil, votando sim ao projeto de lei que obrigava o Uber seguir as mesmas regras que os taxis.[carece de fontes?] Em 13 de dezembro de 2017, emitiu um parecer enquanto relator da Comissão Especial destinada a regulamentar as moedas virtuais (incluindo as criptomoedas) e os programas de milhagem aéreas, apresentando parecer que criminalizava qualquer tipo de uso de criptomoedas em território nacional, além de estabelecer regras rígidas para as empresas de milhagens aéreas.